# Thierry Tinlot

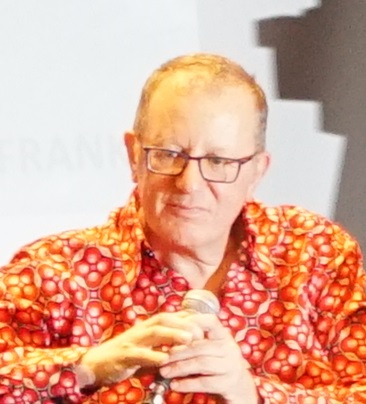
Thierry Tinlot

Thierry Tinlot (Elsene, 1963) is een Belgische journalist. Thierry Tinlot startte zijn carrière als journalist bij de Belgische Franstalige radio. Van 1994 tot 2004 was hij hoofdredacteur van het weekblad Spirou. Als de Boss werd hij in dat magazine gekarikaturiseerd als zichzelf, eerst in De Mazdabende, later in een eigen reeks De Boss van Bercovici en Zidrou. In 2005 werd hij hoofdredacteur van het satirische maandblad Fluide Glacial. In 2011 verliet Thierry Tinlot dit blad om de cultuurredactie van de krant Le Soir te leiden.